# Kristóf Sarolta
Kristóf Sarolta (Szászváros, 1910. március 15. – Kolozsvár, 1991. október 29.) pedagógus, tankönyvíró, műfordító. Kristóf György leánya.

## Életútja
Szászvárosi polgári iskola után a kolozsvári Református Leánygimnáziumban érettségizett (1928). Az I. Ferdinand-Egyetemen angol-magyar-pedagógia (1932) és filozófia-szociológia-román (1934) szakos diplomát szerzett. A szatmári Katolikus Tanítóképzőben s a kolozsvári Református Szeretetházban (1934–40), a kolozsvári (1940–48), majd aradi tanítóképzőben (1948–57) tanított pedagógiát. 1957-től a kolozsvári egyetem angol szakos tanársegédje nyugalomba vonulásáig (1966).
A Keleti Újság 12 folytatásban közölte F. Britten Austin Útban a halhatatlanság felé c. angol regényének fordítását (1931/23–37). Néhány angol és román novellafordítása a Pásztortűzben jelent meg, ugyanitt Klaudina c. rajzában (1933/12) az angol-magyar kapcsolatokban jelentős szerepet játszó Rhédey Klaudia grófnő alakját idézi fel. Cambridge-ből küldött színházi beszámolója Shakespeare művészetének modernizálási kísérletéről a Kristóf György Emlékkönyvben (Kolozsvár, 1939) jelent meg. Tíz angol tankönyvet alkalmazott a magyar tannyelvű középiskolai oktatás szükségleteihez (1961–70), e területen együtt dolgozott több pedagógussal, köztük Neufeld Ágnessel, Semlyén Évával.